# Аурикулярия уховидная
Аурикуля́рия ухови́дная или Иу́дины уши (лат. Auricularia auricula-judae) — съедобный гриб семейства Аурикуляриевые.

## Названия
Латинский видовой эпитет и народные названия во многих европейских языках происходят от библейской легенды об Иуде Искариоте, который повесился на бузине.
Китайское название гриба — хэй му эр (кит. трад. 黑木耳, пиньинь hēimù'ěr) переводится как «чёрное древесное ухо». Японское название кикурагэ (キクラゲ) буквально означает «древесная медуза». Вьетнамское название nấm mèo означает «кошачий гриб».

## Описание
Плодовое тело сидячее, уховидное, размером 4—10 см в диаметре и около 0,2 см в высоту. Наружная поверхность рыжевато-коричневая, покрыта мягкими волосками, внутренняя поверхность (гименофор) гладкая, более тёмная, с сероватым оттенком, покрыта жилками и морщинами. Мякоть тонкая, студенистая, прозрачная, при высыхании твердеет и сжимается.
Споровый порошок белый, споры 14 × 5,5 мкм, удлинённо-эллипсоидальные.

## Экологияи распространение
Произрастает группами на ослабленных и отмерших деревьях лиственных пород (паразит или сапротроф), чаще всего на бузине, ольхе. Встречается во влажных местах в лиственных лесах, широко распространён в более тёплой части северной умеренной зоны.
Сезон: весь год.

## Сходные виды
- Auricularia polytricha

## Пищевые качества
Гриб ценится на Дальнем Востоке, особенно в китайской кухне. Обязательный ингредиент китайского супа «Чёрный гриб». Блюда из этого гриба в Китае считаются лечебными. Можно употреблять и в салатах.